# Dahlgren Center
Dahlgren Center är en census designated place i King George County, Virginia. Den är uppkallad efter amiral John A. Dahlgren.
Orten hade  599 invånare vid 2010 års folkräkning. Den är säte för Naval Support Facility Dahlgren, en örlogsbas tillhörig US Navy.